# Hamingja
La Hamingja era un tipo de ángel guardián femenino en la mitología nórdica. Se creía que acompañaba a una persona y que decidía su suerte y felicidad. En consecuencia, el nombre también se usaba para indicar felicidad, y es lo que significa en islandés moderno. Cuando una persona moría, la hamingja pasaba a un familiar querido y así acompañaba una familia durante varias generaciones y decidía su suerte y felicidad. Incluso era posible prestar la propia hamingja a un amigo, como pasó cuando Hjalti Skeggiason estaba por irse en un viaje peligroso y le pidió al rey Olaf II el Santo que le prestara su hamingja.
Usualmente aparece durante el sueño en la forma de un animal, pero también puede ser el espíritu de una persona dormida que aparece en la forma de un animal, como Bödvar Bjarki en la saga de Hrólfr Kraki.
Rudolf Simek coincide con Andy Orchard en el paralelismo entre hamingja y la figura de fylgja.